# تاداهیرو ساساکی
تاداهیرو ساساکی (انگلیسی: Tadahiro Sasaki؛ زادهٔ ۲۲ ژوئن ۱۹۷۰) بوکسور اهل ژاپن بود.